# Dendryphantinae
Dendryphantinae, es una subfamilia de pequeñas arañas araneomorfas, pertenecientes a la familia Salticidae.

## Tribus
La subfamilia comprende las siguientes tribus:
- Dendryphantini
- Donaldiini
- Rhenini
- Rudrini
- Zygoballini